# Piper negroense
Piper negroense är en pepparväxtart som beskrevs av C. Dc.. Piper negroense ingår i släktet Piper och familjen pepparväxter. Inga underarter finns listade i Catalogue of Life.